# 康达里尼别墅
45°32′38″N 11°47′07″E / 45.543858°N 11.785262°E

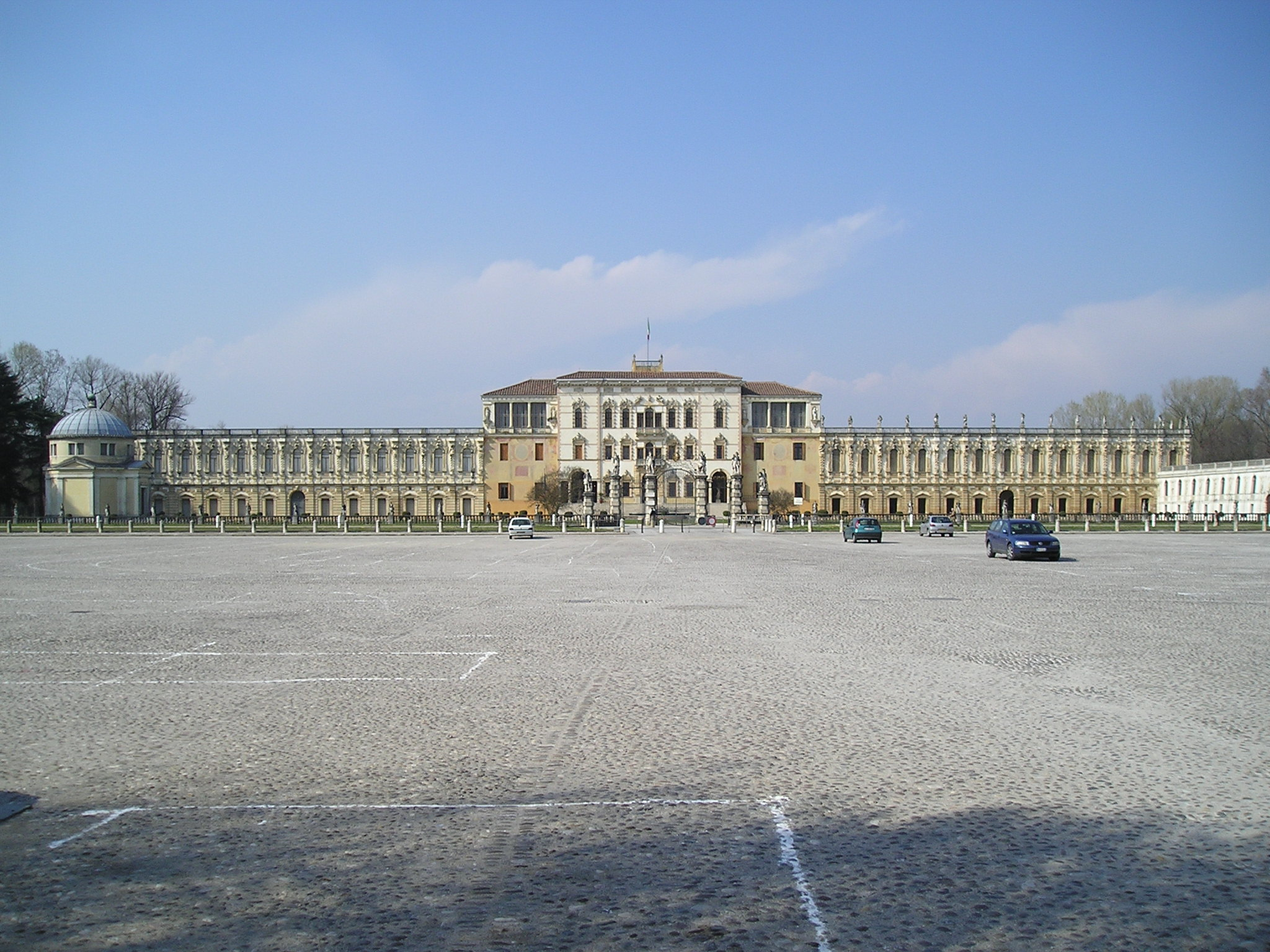

康达里尼别墅（Villa Contarini）是意大利北部帕多瓦省布伦塔河畔皮亚佐拉的一座贵族别墅，巴洛克风格。
中心建筑由威尼斯贵族康达里尼家族始建于1546年。设计者是著名建筑师安德烈亚·帕拉弟奥。17世纪进行了扩建。

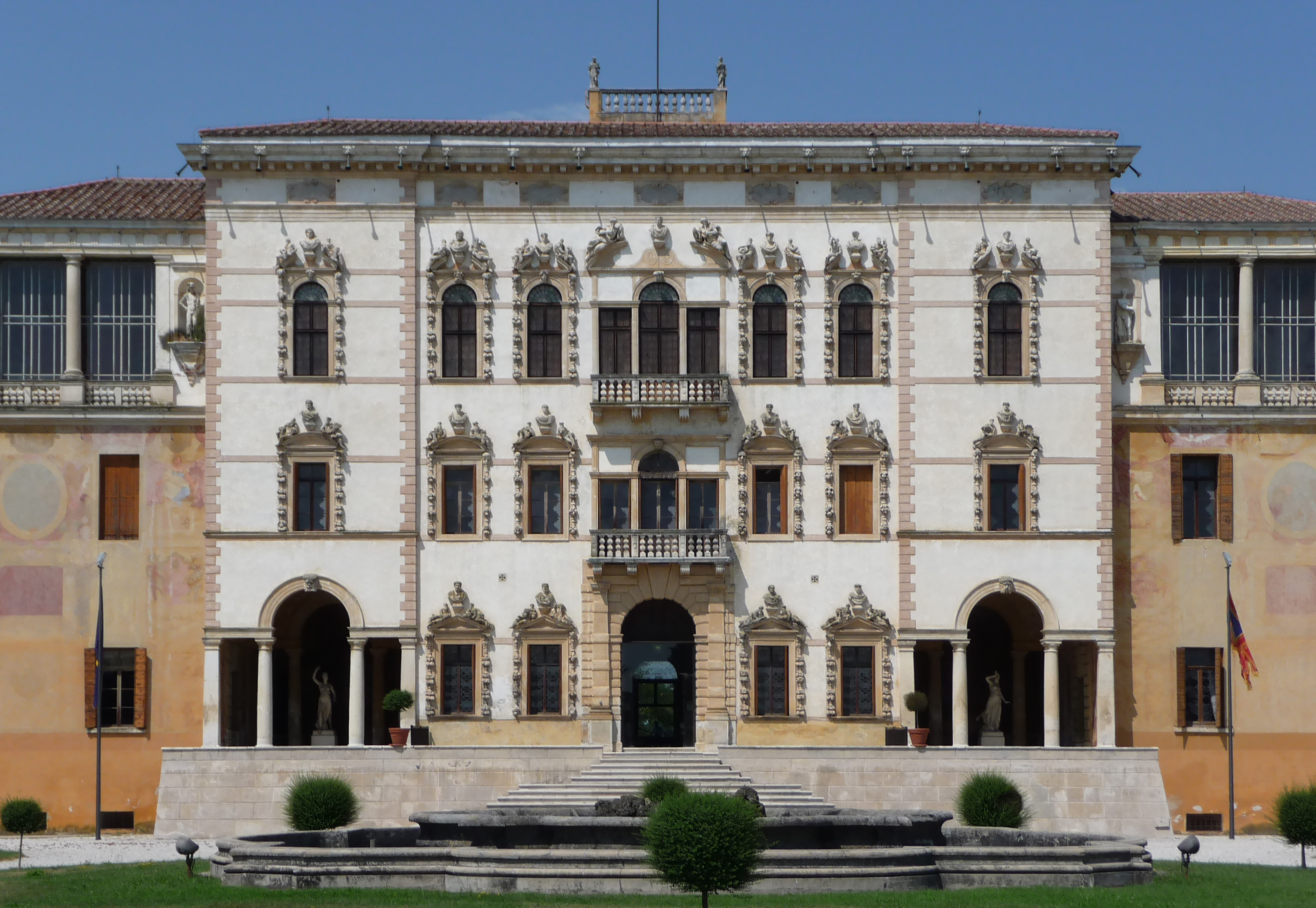
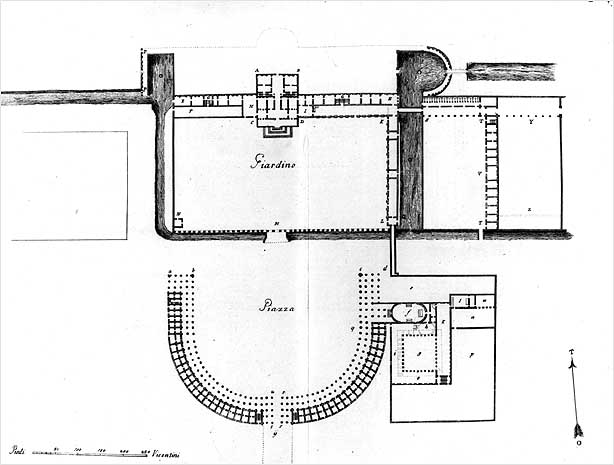
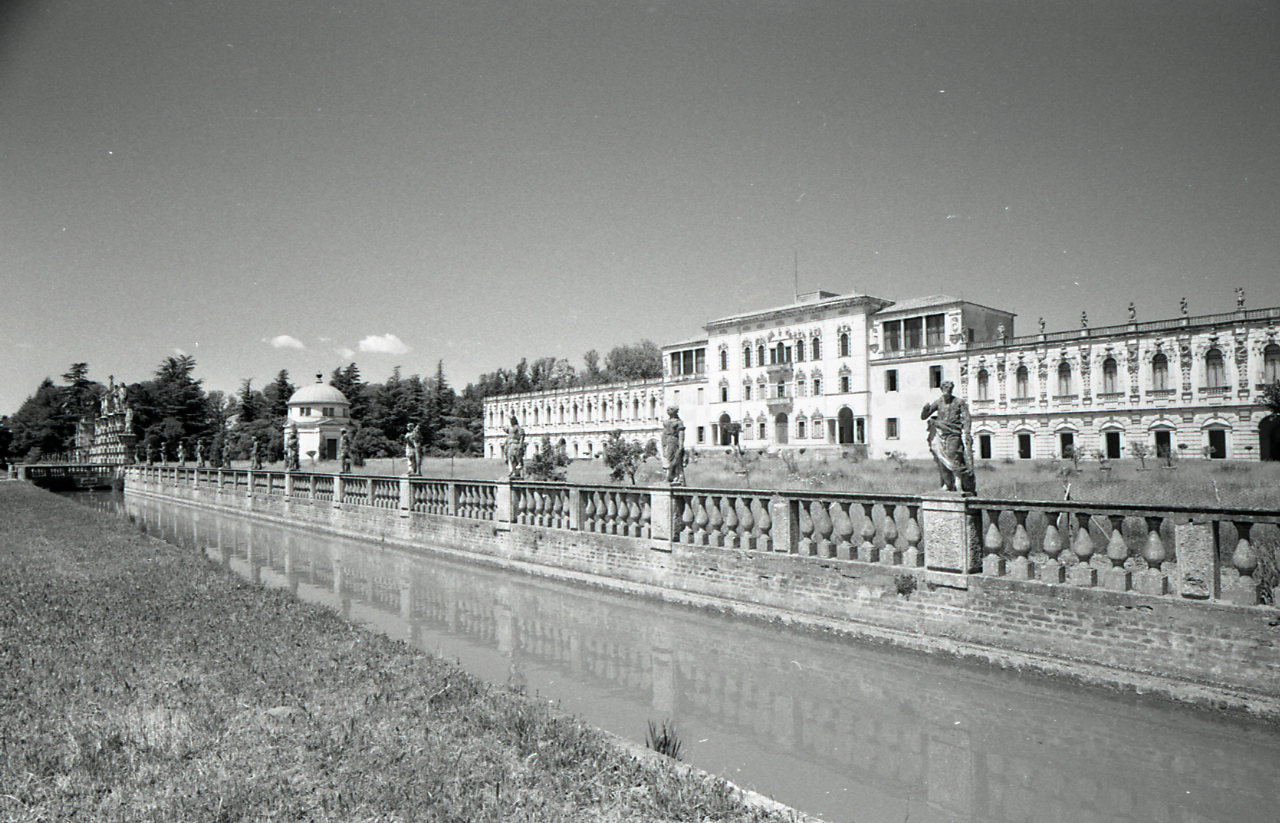
Photo Paolo Monti, 1967
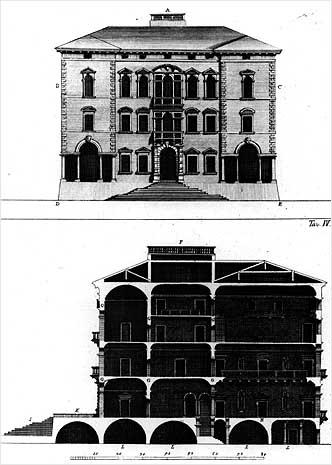
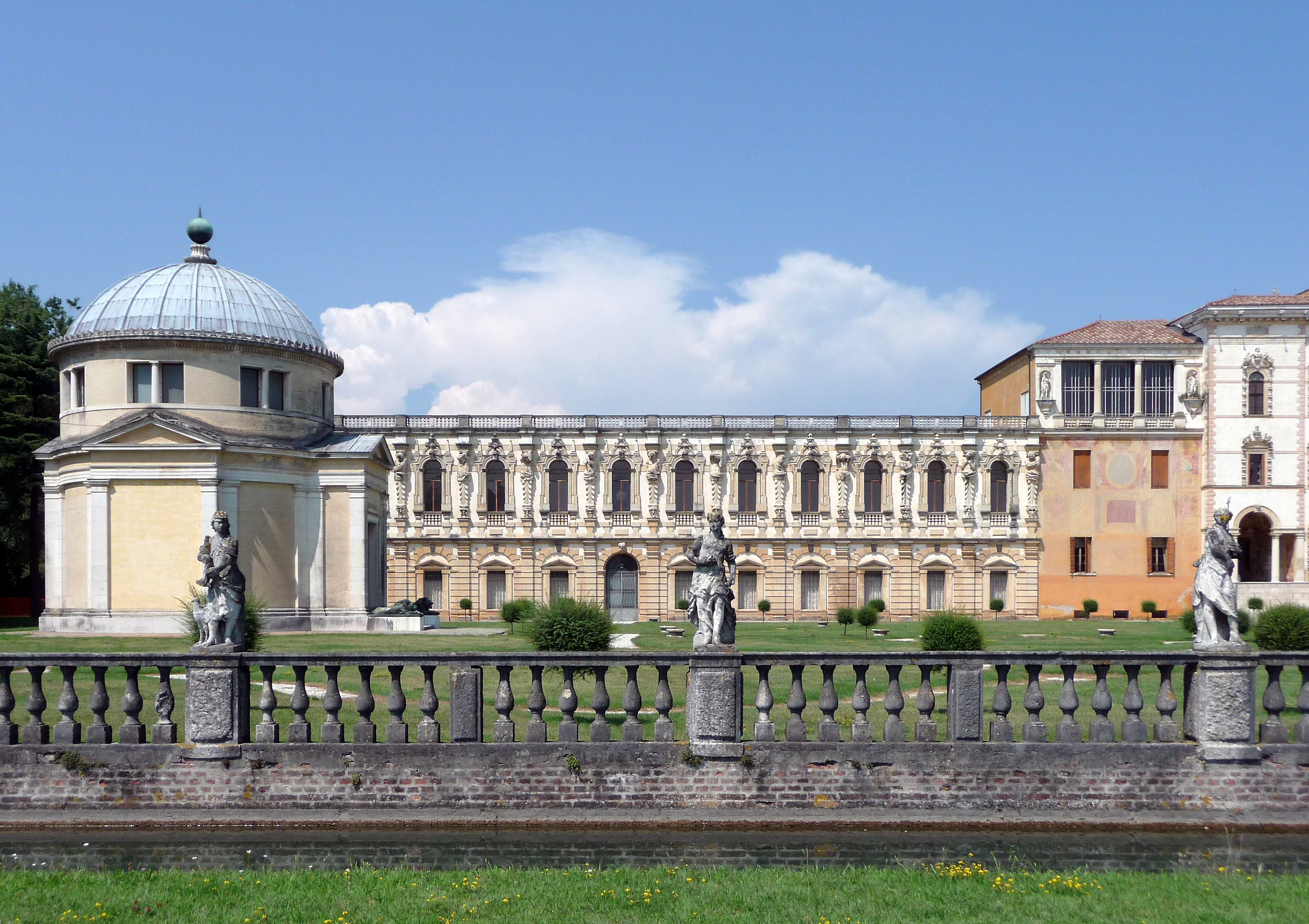
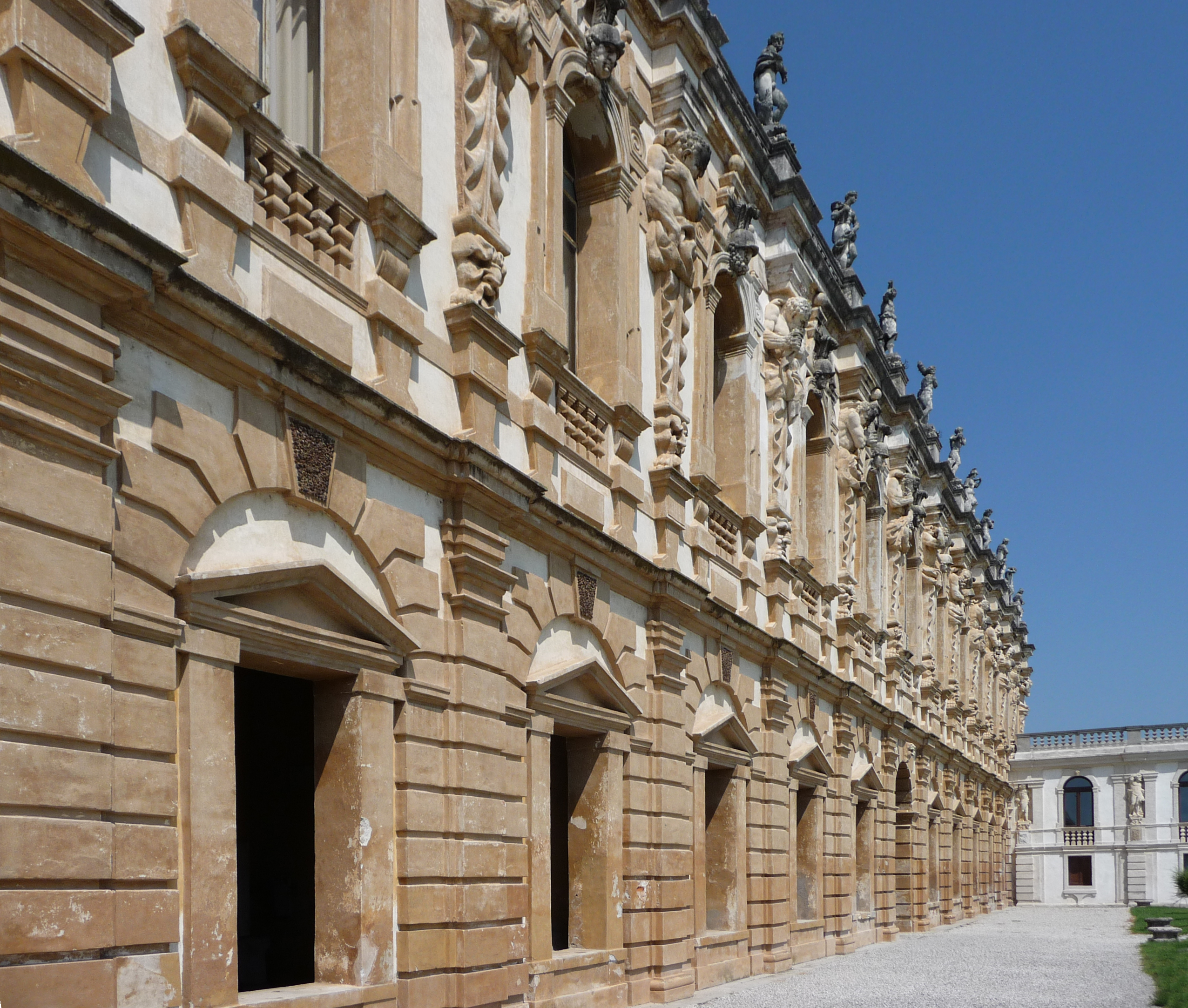
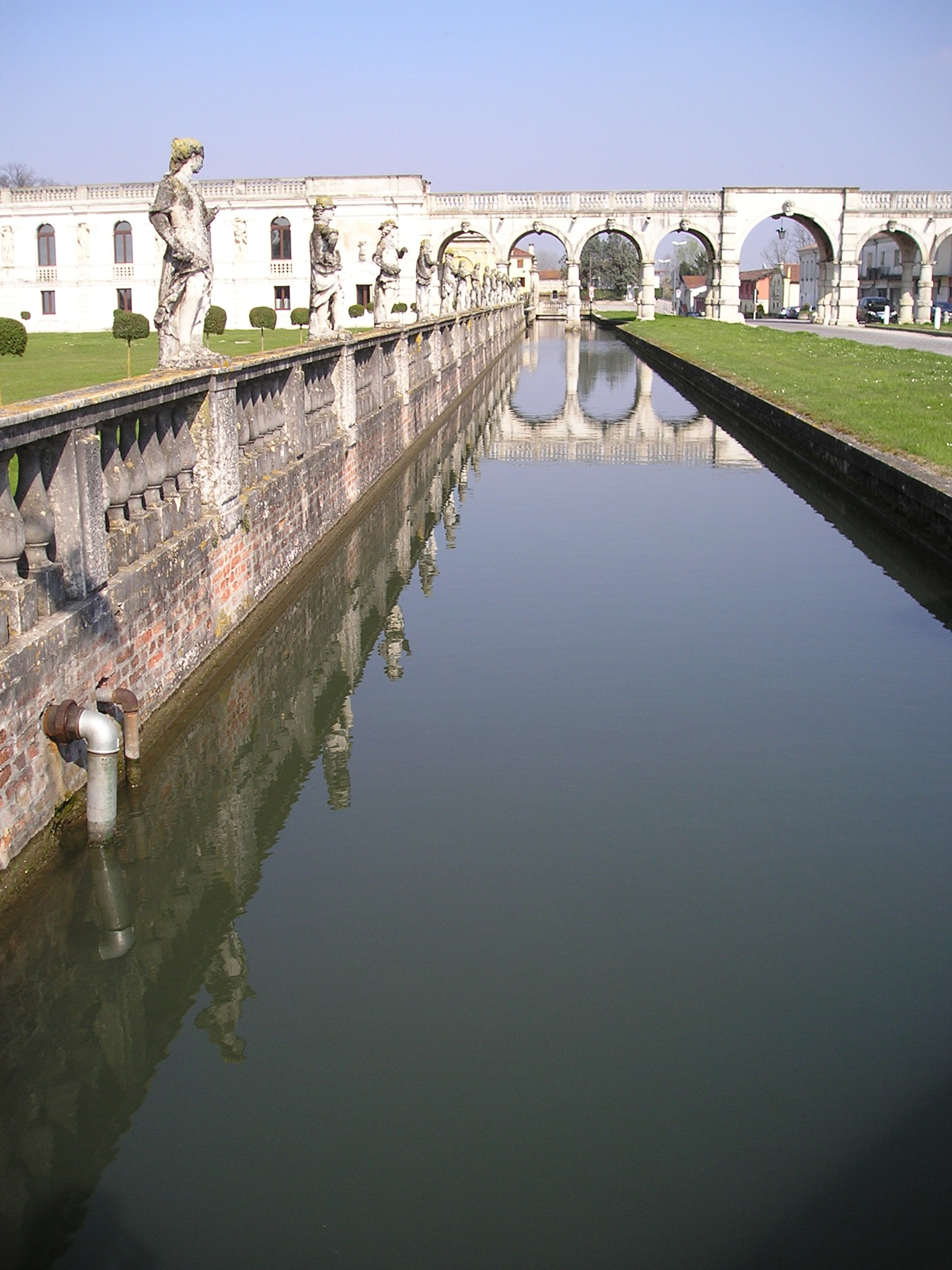
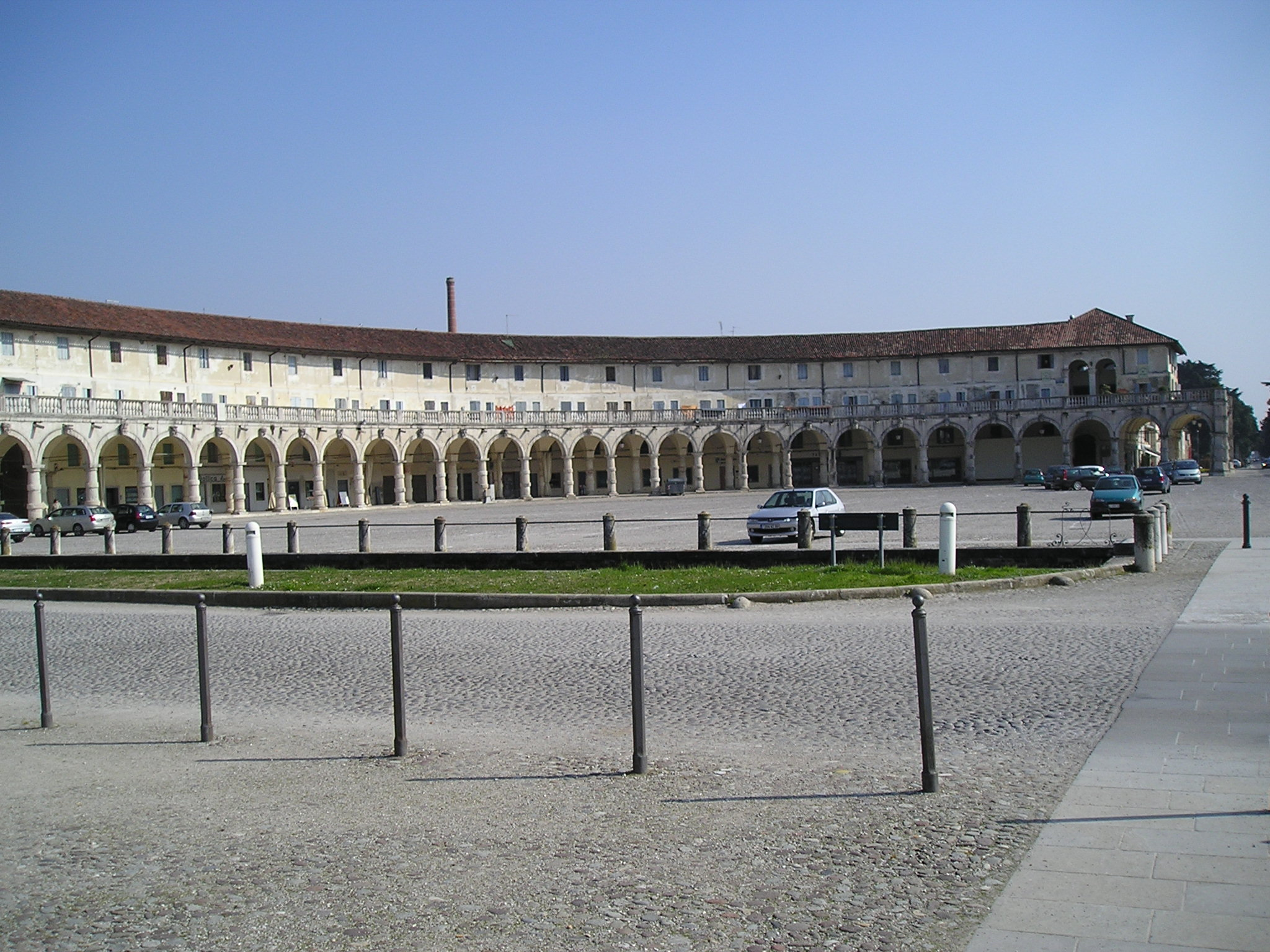
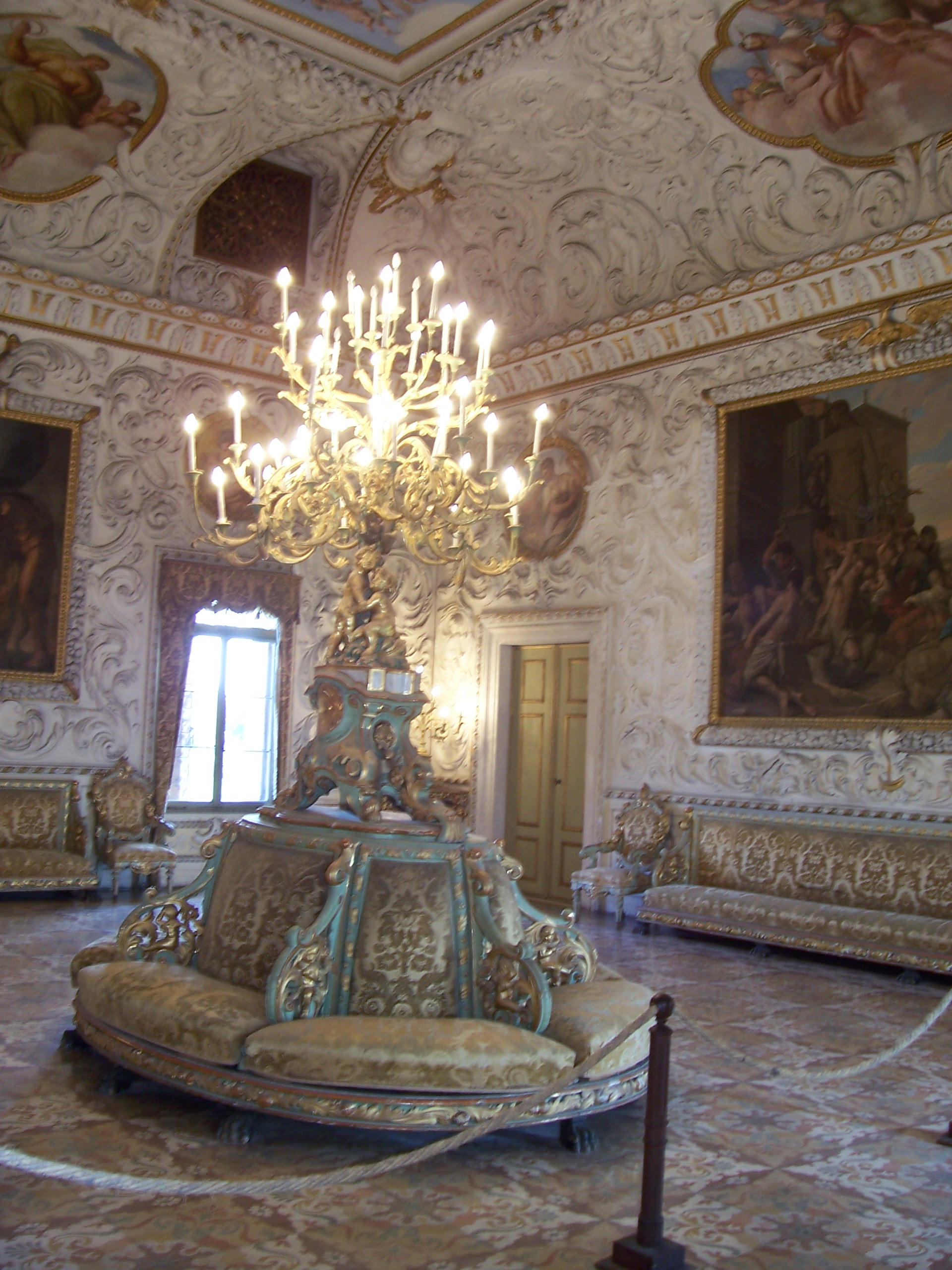